# Sericomyia bombiformis
Sericomyia (Arctophila) bombiformis es una especie europea de sírfido.